# Пи Девы
Пи Де́вы (лат. π Virginis), 8 Девы (лат. 8 Virginis), HD 104321 — тройная звезда в созвездии Девы на расстоянии приблизительно 254 световых лет (около 78 парсек) от Солнца. Возраст звезды определён как около 618 млн лет.

## Характеристики
Первый компонент (WDS J12009+0637A) — белая звезда спектрального класса A3, или A4V, или A5V. Визуальная звёздная величина звезды — +4,65m. Масса — около 2,662 солнечной, радиус — около 4,166 солнечного, светимость — около 174,14 солнечной. Эффективная температура — около 8248 K.
Второй компонент (WDS J12009+0637B). Визуальная звёздная величина звезды — +7m. Орбитальный период — около 282,69 суток.
Третий компонент — коричневый карлик. Масса — около 14,88 юпитерианской. Удалён в среднем на 2,073 а.е..